# Gregory Michael Aymond
Gregory Michael Aymond OESSH (* 12. listopadu 1949, New Orleans, USA) je americký římskokatolický kněz, arcibiskup v New Orleans. Je členem Řádu Božího hrobu, nyní v hodnosti komtura s hvězdou, a je velkopřevorem řádového místodržitelství USA – Jihovýchod. 